# Alan Dzagojev
Alan Jelizbarovitj Dzagojev (ryska: Алан Елизбарович Дзагоев) född 17 juni 1990 i Beslan, är en rysk (ossetisk) fotbollsspelare. 
Han spelar nu i den ryska storklubben CSKA Moskva. Trots sin ringa ålder har han redan gjort ett antal landskamper för det ryska landslaget. Han räknas som en av Rysslands mest lovande talanger, han brukar jämföras med den store ryska spelaren Dmitri Loskov. Som proffs var hans första klubb FC Academia Dimitrovgrad. 
I fotbolls-EM 2012 gjorde Dzagojev två mål för Ryssland i första matchen mot Tjeckien samt ett mål i den följande matchen mot Polen.